# Calera y Chozas
Calera y Chozas ist eine Kleinstadt und eine zentralspanische Gemeinde mit 4.716 Einwohnern (Stand 1. Januar 2022) in der Provinz Toledo der Region Kastilien-La Mancha. Das historische Ortszentrum ist als Nationales Kulturgut (Bien de Interés Cultural) in der Kategorie Conjunto histórico-artístico anerkannt. Neben dem Hauptort gehört auch die Ortschaft Alberche del Caudillo zur Gemeinde. 

## Lage und Klima
Calera y Chozas liegt zu Füßen der Sierra de Gredos im Westen der historischen Landschaft der La Mancha ca. 110 km (Fahrtstrecke) westlich der Stadt Toledo in einer Höhe von ca. 390 m. Durch den Norden der Gemeinde führt die Autovía A-5. Das Klima im Winter ist rau, im Sommer dagegen trocken und warm; der spärliche Regen (ca. 612 mm/Jahr) fällt überwiegend in den Wintermonaten.

## Bevölkerungsentwicklung
| Jahr      | 1900 | 1970 | 1981 | 1991 | 2001 | 2011 | 2021 |
| Einwohner | 3371 | 4400 | 3704 | 3613 | 3709 | 4690 | 4641 |

Die seit den 1950er Jahren zunehmende Mechanisierung der Landwirtschaft und die Aufgabe von bäuerlichen Kleinbetrieben führten auch in der Kleinstadt zu einem Kaufkraftschwund und zur Abwanderung eines Teils der Bevölkerung.

## Sehenswürdigkeiten

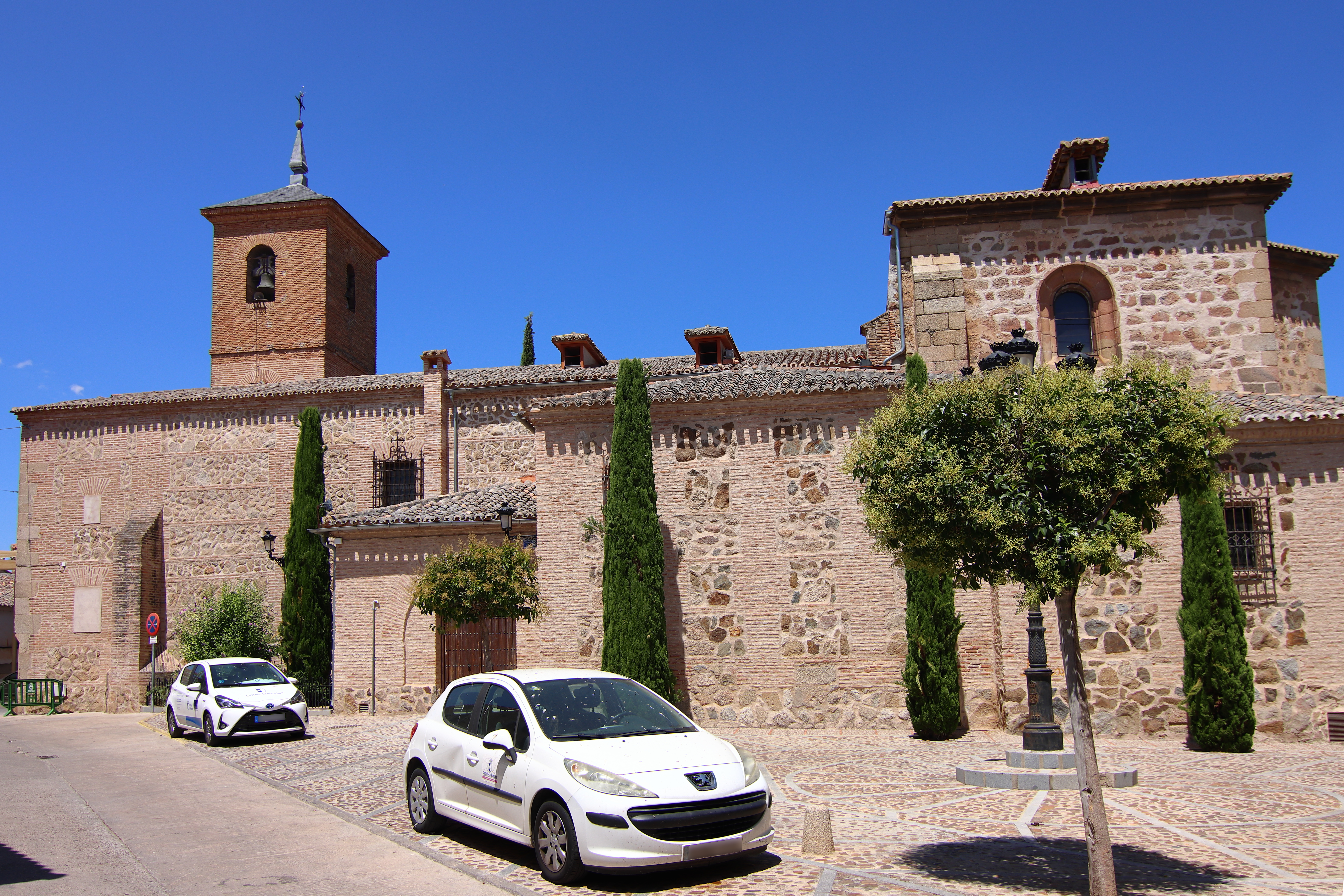
Peterskirche
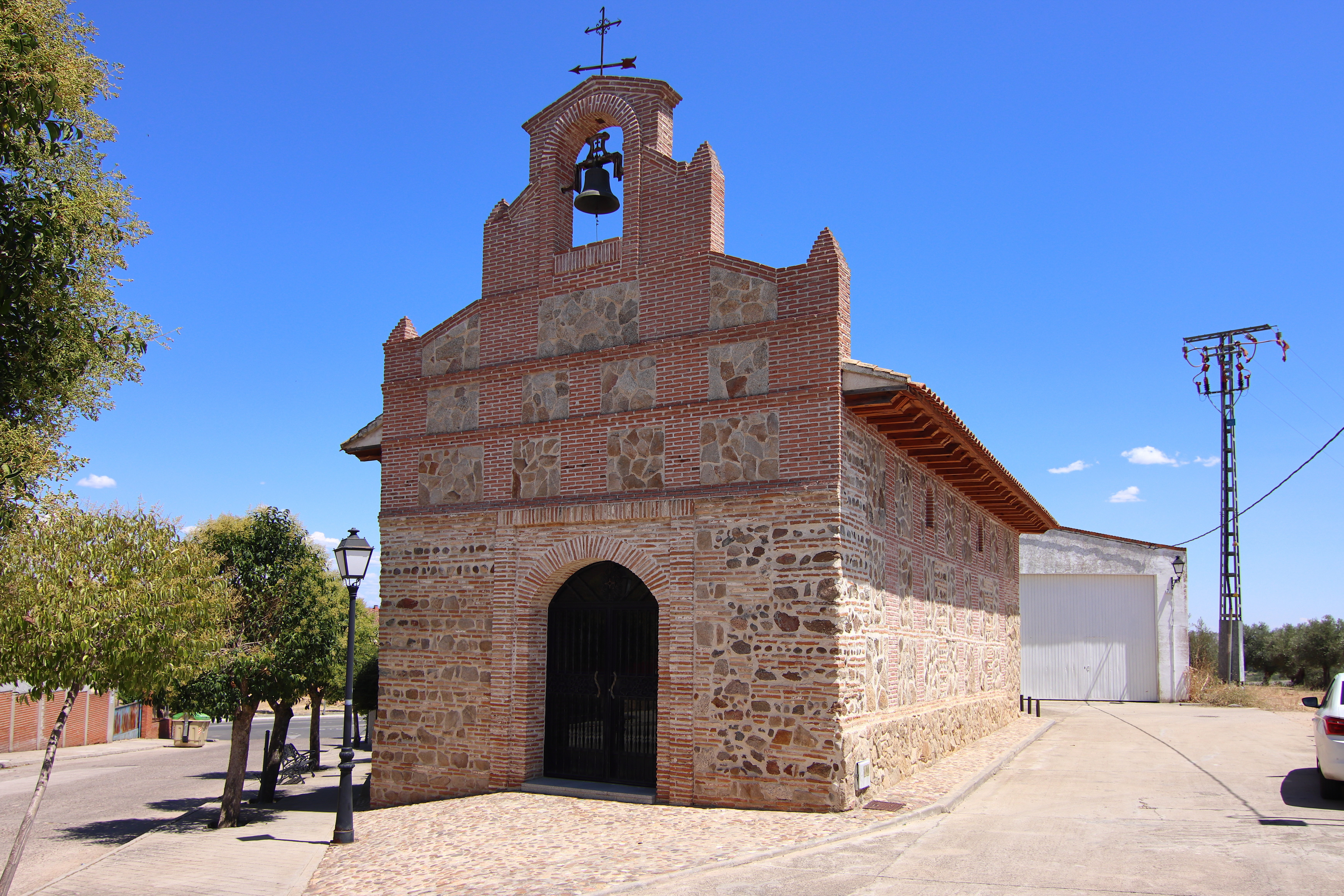
Polykarpkapelle
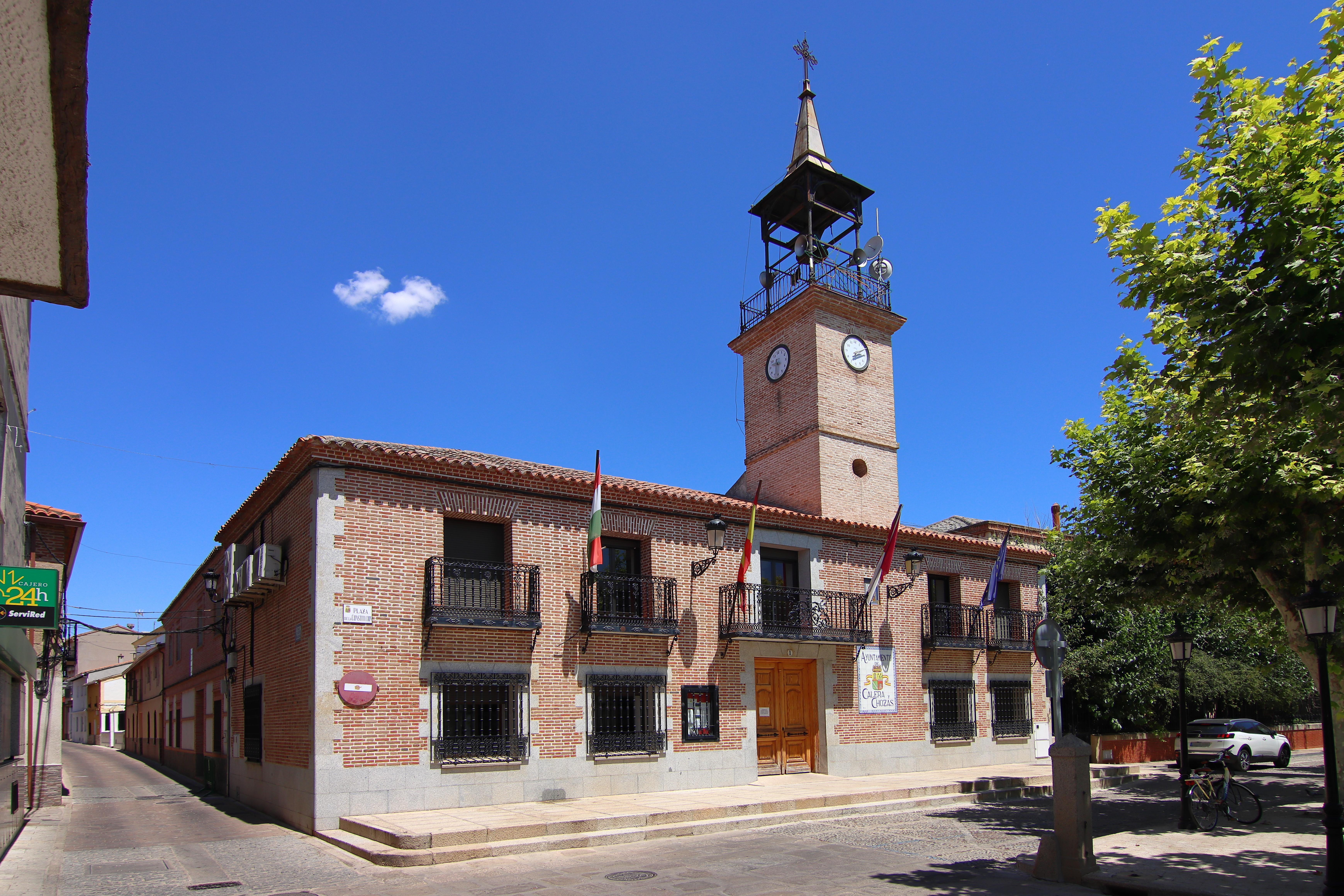
Rathaus
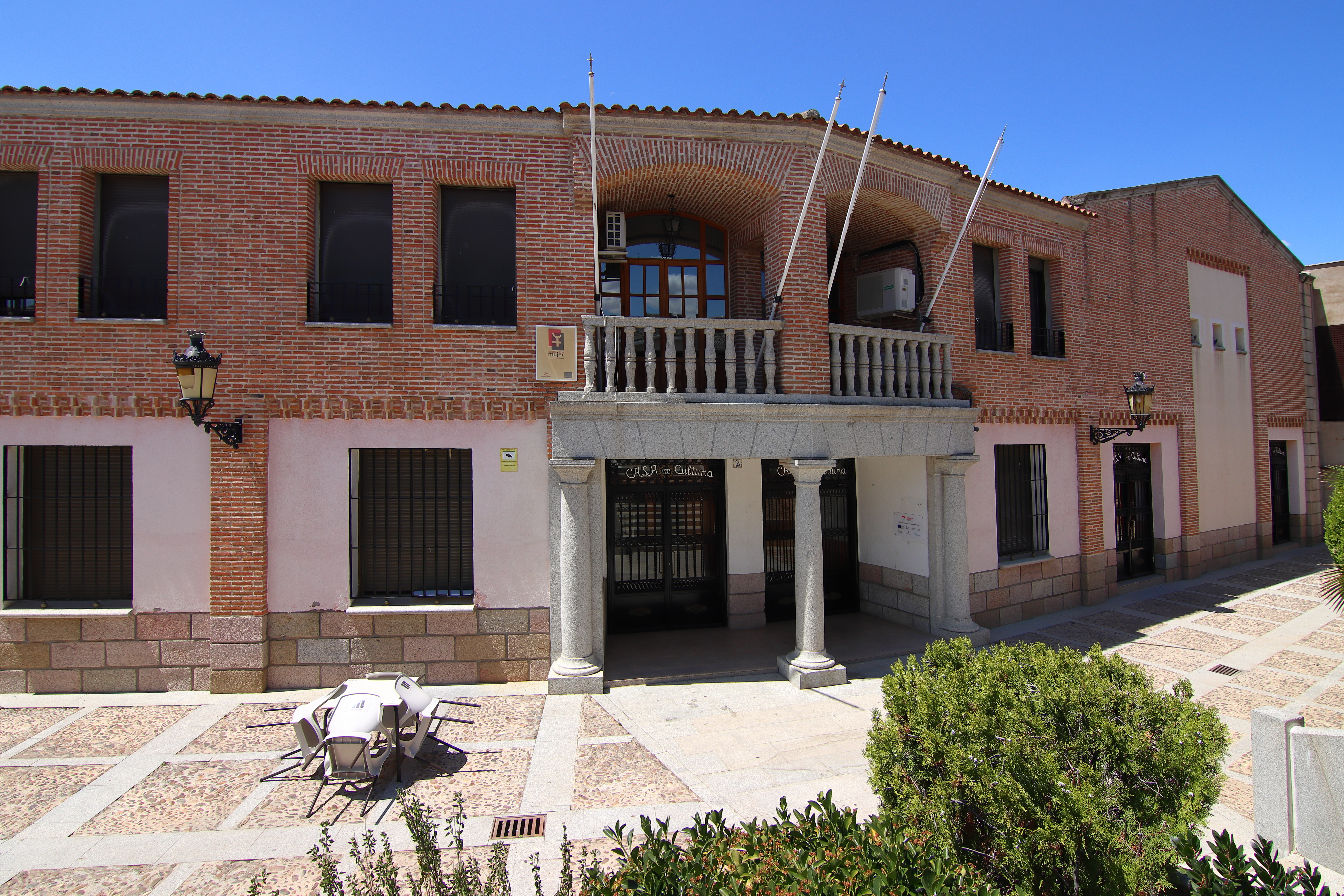
Kulturzentrum und Heimatmuseum

- Peterskirche
- Polykarpkapelle
- Rathaus
- Kulturzentrum und Heimatmuseum

## Persönlichkeiten
- Diego Sánchez de Ribera (1701–1774), Jesuit und Schriftsteller